# 頭山
『頭山』（あたまやま）は、古典落語の演目。別の演題として『あたま山の花見』（あたまやまのはなみ）、『欲の谷底』（よくのたにぞこ）がある。上方落語では、『桜ん坊』（さくらんぼ）の題名で演じられる。
サクランボの種を飲み込んでしまった男の頭から桜の木が生え、そこが花見の名所として賑わい、それに怒った男が木を引き抜くと今度はその跡の穴に水がたまって池になり、別の理由で人が集まって、再び困り果てた男がその池に身投げするという、不条理な内容を扱った作品。
短い演目のため「マクラにふることが多い」とされる。8代目林家正蔵（林家彦六）は話を膨らませて一席噺として演じていた。

## 原話について
類似の内容は安永2年（1773年）刊『坐笑産（ざしょうみやげ）』の「梅の木」や、同年刊『口拍子』の「天窓（あたま）の池」（お玉が池の起源として語られる）が初出。安永10年（1782年）刊『いかのぼり』の「身投」ではほぼ現在と同じ形が見えるが、この「身投」や前出の「梅の木」では、落ち（サゲ）で頭の池に身を投げることを「煙管袋を縫うように」（「身投」）、「煙管筒を仕立てるように、足から引っくり返して下され」（「梅の木」）と他人から教えられたり依頼したりする内容がある。
武藤禎夫は『徒然草』45段の「堀池の僧正」（寺の境内にある木の名前で呼ばれた僧が、それを嫌って木を抜くと、その跡に水がたまって池になり、結局「堀池の僧正」と呼ばれたという内容）に「ヒントがあるとも考えられる」とし、先述の笑話本なども交えた内容から享和3年（1803年）刊の黄表紙『いろ見草　浮世の頭木（はちのき）』等の一冊本も作られたと記している。
このほか、青森県、岩手県、鹿児島県などに同趣向の民話が存在する。

## あらすじ
気短な（あるいはケチな）男が、サクランボを種ごと食べてしまったことから、種が男の頭から芽を出して大きな桜の木になる。近所の人たちは、大喜びで男の頭に上って、その頭を「頭山」と名づけて花見で大騒ぎ。男は、頭の上がうるさくて、苛立ちのあまり桜の木を引き抜いてしまい、頭に大穴が開いた。
ところが、この穴に雨水がたまって大きな池になり、近所の人たちが船で魚釣りを始めだす始末。
釣り針をまぶたや鼻の穴に引っ掛けられた男は、怒り心頭に発し、自分で自分の頭の穴に身を投げて死んでしまう。

## 改作
笑福亭鶴笑はパペット落語として登場人物に新たな解釈を加えた上で『さくら（独唱）』をBGMにした内容を作り上げ、代表作のひとつとして『日本の話芸』や『御法度落語 おなじはなし寄席！』で口演している。

## 他メディアでの作品
2002年、山村浩二によって短編アニメ化され、第75回アカデミー賞短編アニメ賞ノミネートをはじめ23の映画祭で受賞・入賞を果たした。このアニメ版の語り手は国本武春。脚本は米村正二。
日本舞踊でも踊られ、狂言では茂山千五郎家が新作狂言として演じる。

## 海外の類話
1786年に出版されたビュルガー原作の小説『ほら吹き男爵の冒険』に、これとよく似たエピソードが存在する。
主人公のミュンヒハウゼン男爵が狩りに出かけ、大鹿を見つける。あいにく弾が切れていたので、代わりにサクランボの種を鉄砲に込めて撃つと、鹿の額に命中したものの逃げられてしまう。
数年後、同じ場所に行ってみると、頭から10フィートばかりの立派な桜桃の木を生やした鹿がいた。
男爵はこれを仕留め、上等の鹿肉とサクランボのソースを一緒に手に入れた。